# 纪立家
纪立家（2002年5月25日—），河北省石家庄市深泽县耿庄村人，中国残疾男子单板滑雪运动员，在2022年冬季残疾人奥林匹克运动会单板滑雪比赛项目上获得1金1银。

## 生平
2008年，纪立家意外失去左前臂，2016年进入河北省单板滑雪队，2018年进入国家单板滑雪队。
2019年获得第十届全运会残疾人单板滑雪坡面回转金牌、障碍追逐银牌，残疾人单板滑雪世界杯芬兰普哈站障碍追逐2枚金牌，以及2020年残疾人单板滑雪亚洲杯两站障碍追逐1金1银。
2022年在北京冬残奥会单板滑雪比赛中分别获得男子障碍追逐UL级别金牌和坡面回转银牌。
2022年4月8日被中共中央、国务院评为北京冬奥会、冬残奥会突出贡献个人。